# František Hýbl
František Hýbl (10. června 1941 Citov, Protektorát Čechy a Morava – 16. srpna 2024 Praha) byl český regionální historik, komeniolog, muzeolog a také ředitel Muzea Komenského v Přerově.

## Život a dílo
František Hýbl vystudoval Pedagogický institut a Filozofickou fakultu Univerzity Palackého (FF UP) v Olomouci, posléze se věnoval vyučování českého jazyka a dějepisu. Následně působil od srpna 1992 do konce prosince 2008, kdy odešel do důchodu, jako ředitel Muzea Komenského v Přerově.
Jako historik se zaobíral ve své odborné činnosti především tématem masakrem Karpatských Němců na švédských šancích v roce 1945, za což mu byl v roce 2017 propůjčen Kříž za zásluhy se stuhou Záslužného řádu Spolkové republiky Německo. V roce 2021 mu byla udělena také Cena Rudolfa Medka. Je autorem řady historických děl, např. Krvavá noc na Švédských šancích (2015).

### Ocenění
- 2017 – Záslužný řád Spolkové republiky Německo
- 2021 – Cena Rudolfa Medka
- 2021 – Maďarský záslužný kříž

## Publikační činnost (výběr)
Dle Souborného katalogu NK ČR je dr. František Hýbl k lednu roku 2018 autorem těchto uvedených publikací:
- HÝBL, František. Krvavá noc na Švédských šancích nedaleko Přerova 18. a 19. června 1945. 1. vyd. Přerov: Statutární město Přerov, 2015. 142 s. ISBN 978-80-906145-0-5.[10]
- HÝBL, František. Tragédie na Švédských šancích v červnu 1945. V Přerově: Muzeum Jana Amose Komenského : Městský úřad, 1995. 39 s. Pozn.: 3000 výtisků.